# Franz Liebieg

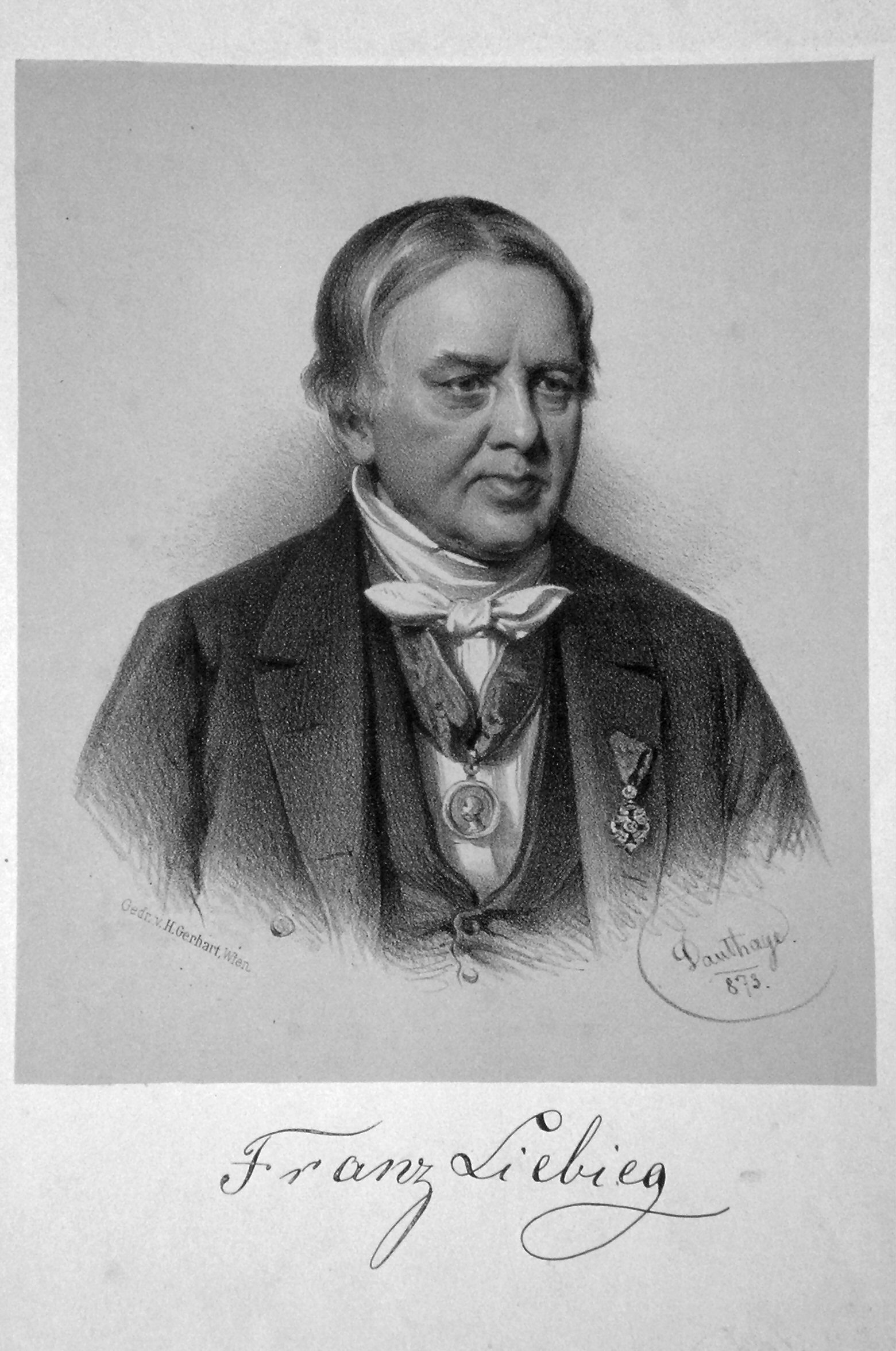
Franz von Liebig d. Ä. Lithographie von Adolf Dauthage, 1873

Franz von Liebieg (* 6. Januar 1799 in Braunau, Königgrätzer Kreis, Königreich Böhmen; † 13. September 1878 in Bad Vöslau, Niederösterreich) war ein böhmischer Industrieller.

## Leben
Franz war ein Sohn des Tuchmachermeisters Adam Franz Thomas Liebieg († 1811). Er wurde im ostböhmischen Braunau in der Vorstadt Untersand geboren und erhielt eine Ausbildung als Kaufmann in Braunau und in Prag. Im Jahre 1825 gründete er in Reichenberg in Nordböhmen, zusammen mit seinem jüngeren Bruder Johann Liebieg unter dem Firmennamen „Gebrüder Liebieg“ im Haus Altstädterplatz Nr. 10 ein Handelsgeschäft für Schnittwaren. Franz Liebig war für den Verkauf der Waren zuständig und sein Bruder Johann Liebig besorgte die Auswahl der Waren und den Einkauf. Innerhalb von zwei Jahren verdienten sie die damals beachtliche Summe von 1000 Talern.
1828 kauften Franz und Johann Liebig von der Firma Ballabene & Co eine Baumwoll- und Schafwollspinnerei in der späteren Gebirgsstraße Nr. 30 im Elisental bei Reichenberg, welche ursprünglich 1806 als Rotgarnfärberei durch Christian Christoph Graf Clam-Gallas, Großgrundbesitzer in Nordböhmen, errichtet worden war. 1833 kam es zur geschäftlichen Trennung der Brüder Franz und Johann Liebieg. Jeder der beiden entwickelte eigene Textilunternehmen in und bei Reichenberg in Nordböhmen.
Franz von Liebieg gründete zunächst 1833 unter der Bezeichnung „Franz Liebig“ in Reichenberg eine Manufaktur für Wollwaren. 1843 erwarb er in der Marktgemeinde Dörfel bei Reichenberg die „Hübner´sche Realtät Nr. 40“, eine Tücheldruckerei mit 300 Beschäftigten, deren Erzeugnisse, bedruckte Tücher, bis Mexiko und den Vorderen Orient geliefert wurden. Zusätzlich betrieb er eine Fabrikation für Schafwollwaren. Diesen Betrieb vergrößerte er durch eine mechanische Spinnerei und begann eine Fabrikation von Kunstwolle, eines der ersten Unternehmen dieser Art in der damaligen Österreich-Ungarischen Monarchie. In diesem Betrieb wurden zeitweise bis zu 2.500 Mitarbeiter beschäftigt. 1860 gründete er in Bunzendorf eine Leinwaren- und Garnwäscherei.
Franz von Liebieg war der Mitbegründer der Sparkasse in Reichenberg in Nordböhmen. Für seine Arbeiter errichtete er soziale Einrichtungen, förderte Schulen, Kirchen und Wohltätigkeitseinrichtungen. Zudem errichtete er Stiftungen für die Stadt Reichenberg, der er auch beachtliche Barspenden zukommen ließ. Für seine Verdienste wurde er 1872 in den erblich österreichischen Adelsstand erhoben.

## Ende des Unternehmens
Die Zerschlagung der Österreich-Ungarischen Monarchie und die Gründung der Tschechoslowakischen Republik im Jahre 1918 brachte nachfolgend die Inflation des Jahres 1923. Die danach folgende Wirtschaftskrise der Jahre 1929 und 1930 führte in Nordböhmen zu einer Massenarbeitslosigkeit. Handelsbeschränkungen der Regierung in Prag brachten zusätzlich den Verlust ausländischer Abnehmer der Textilwaren. Die Liebieg´schen Betriebe in Dörfel gerieten in große finanzielle Schwierigkeiten und kamen teilweise zum Erliegen. Die Massenarbeitslosigkeit und die ungelösten Spannungen zwischen den Sudetendeutschen und der tschechischen Bevölkerung und ihrer jeweiligen Führungselite ebneten den Weg zu den weiteren politischen Umstürzen, die u. a. durch das Münchner Abkommen von 1938 und das Kriegsende von 1945 ausgelöst wurden.

## Familie
Franz Liebieg hatte drei Söhne:
- Franz Freiherr von Liebieg (1827–1886), seit dem Jahr 1883 im österreichischen Freiherrnstand, trat im Jahre 1845 in die Firma des Vaters ein und verlegte die Firmenzentrale nach Wien. In seiner Geburtsstadt Reichenberg war er Vizepräsident der Handels- und Gewerbekammer, 1866 bis 1871 Landtagsabgeordneter in Prag und 1869, 1870 und 1873 bis 1880 Reichsratsmitglied. Er verstarb kinderlos und hinterließ der Stadt Reichenberg 100.000 Gulden für den Bau des Rathauses der Stadt.
- Ferdinand Ritter von Liebieg (1836–1873) trat im Jahre 1858 in das Unternehmen des Vaters ein und wurde 1872 Gesellschafter.
- Ludwig Ritter von Liebieg (1846–1909) trat im Jahre 1867 in die Unternehmen des Vaters ein, war seit 1878 deren Direktor und in den Jahren 1886 bis 1909 Alleininhaber. Seine Ehefrau Anna Freifrau von Liebieg, geborene Knoll (1855–1926) veränderte 1909 die Rechtsform der Firmengruppe zu einer Aktiengesellschaft und erhielt im Jahre 1916 eine Standeserhöhung als Freifrau von Liebieg.